# Brian Jonestown Massacre
The Brian Jonestown Massacre, também conhecida como BJM, é uma banda de rock psicodélico formada em San Francisco, Califórnia nos anos 1988. Foi fundada por Anton Newcombe que também é o único membro consistente na banda, sendo que ela sofre troca de membros constantemente. É famosa por seus concertos energéticos e pelo seu som, que lembra o melhor do folk e rock psicodélico dos anos 1960 e o experimentalismo / shoegaze dos anos 1970 / 1980.

## A banda
Os Brian Jonestown Massacre começaram com o gênero shoegaze em São Francisco no final de 1980. Depois da sua estreia e de seus albuns iniciais, a banda rapidamente se transformou em um estilo mais amplo de rock psicodélico incorporando folk, blues, e, mais tarde, eletrônica.
"The Brian Jonestown Massacre" é uma junção do fundador dos Rolling Stones e guitarrista "Brian Jones" e o infame suicídio em massa de Jonestown em Guyana, conhecido como "Jonestown Massacre".

## Lançamentos

### 1995 e 1996
O álbum de 1995 Methodrone se aproxima do som Shoegaze do Reino Unido que ganhou proeminência vários anos antes de seu lançamento. O álbum contém parte de suas melhores músicas como exemplo Wisdom, That Girl Suicide e She Made Me.
O segundo Their Satanic Majesties' Second Request, um dos três novos albuns lançados pelo grupo em 1996, reflete um "pastiche" do psicodélico dos anos 1960 que continua a caracterizar o som dos BJM até os dias de hoje. O nome é uma homenagem ao álbum dos Rolling Stones de 1967 chamado Their Satanic Majesties Request. A música mais famosa do grupo no álbum é Anenome.
O segundo álbum de 1996, Take It from the Man!, foi gravado com o mesmo estilo dos Rolling Stones em meados dos anos 1960 enraizado no gênero R&B. Considerado um dos melhores álbuns da banda contendo Vacuum Boots, Who?, Oh Lord, entre outros. Especialmente a música Straight Up and Down usada na abertura da série da HBO Boardwalk Empire.
Thank God for Mental Illness, o terceiro álbum de 1996, representa um aspecto de Country e R&B para o histórico da banda, com sons de vocais e violão dominando o som em geral. Esse é um estilo que Anton Newcombe ocasionalmente adotava em apresentações ao vivo durante os tempos de transição da banda. Um exemplo amais dessa influência country / folk foi aplicada ao EP de 1999 Bringing It All Back Home - Again, onde o título é uma homenagem ao álbum de Bob Dylan Bringing It All Back Home. Esse mesmo album contém a música The Way It Was usada na trilha sonora do video game de corrida Need For Speed: The Run.

### 1997 até 2001
Give It Back! foi lançado pela banda em 1997 abrangendo um estilo dos anos 60 onde algumas vezes as faixas eram rebaixadas para um semi-junkie e folk-rock parecido com Nikki Sudden ou qualquer "Stone" no início dos anos 70. O assustador The Devil, que soa familiar, porém satânico, a faixa dos Stones como "Heart of Stone", é um destaque à Malela (muito similar com o Chocolate Watch Band) e Salaam, que mostra BJM como ser uma das poucas bandas dos anos 90, capazes de uso inteligente de cítaras em um contexto de rock. Contém em especial, Not If You Were The Last Dandy On Earth, uma resposta á música dos Dandy Warhols "Not If You Were The Last Junkie On Earth" dedicada aos integrantes do Brian Jonestown Massacre.
No ano seguinte foi lançado Strung Out in Heaven em 23 de Junho. O álbum estabelece uma deriva no psicodélico deixando de lado a inspiração nos Rolling Stones de antes, optando pelo estilo The Byrds nas guitarras e pulsantes linhas de Órgão Hammond. O impacto cumulativo traz um conceito mais maduro do BJM, evocando uma espécie de euforia em perfeita consonância com o título do álbum. As faixas em destaque são Wasting Away, Maybe Tomorrow, e Going To Hell. Essa última fez parte da trilha sonora (não incluída no cd) do filme de 1999 American Pie. [carece de fontes?].
Um ano após o lançamento de "Bringing It All Back Home - Again", em 23 de Junho de 2001 foi lançado o oitavo álbum de estúdio da banda Bravery, Repetition and Noise onde entra no mundo obscuro do pop. É um álbum sombrio, rico em atmosferas, formado em camadas de ondas de som. BJM usa ele como o seu marco, recriando os ânimos e atmosferas do passado. Como exemplo os horizontes de Open Heart Surgery, como se viessem diretamente de Robert Smith do The Cure. Outras faixas em destaque são Just for Today e Nevertheless. Uma curiosidade é que na capa do álbum aparece Jim Jarmusch, um diretor de filmes independente dos Estados Unidos, isso porque a faixa "Not if You Were the Last Dandy on Earth" aparece na trilha sonora de seu filme Broken Flowers, sendo assim uma forma de agradecimento ou homenagem.[carece de fontes?]

### And This Is Our Music (2003)
Música eletrônica aparece no álbum de 2003 And This Is Our Music, evidenciando mais influências contemporâneas. Considerado um dos melhores álbuns lançados pela banda. Obviamente o álbum é uma referência aos dois álbuns de mesmo título, porém distintos, dos artistas Galaxie 500 e Ornette Coleman, chamados This is Our Music. Em 2005 a banda lançou o EP We Are the Radio, na própria gravadora de Anton Newcombe, The Committee to Keep Music Evil, que contou com a colaboração da cantora e compositora indie, Sara Beth Tuceck.

### My Bloody Underground (2008)
Novamente influência eletrônica aparece em My Bloody Underground, álbum lançado pela banda em 2008. O nome é uma homenagem a duas bandas de épocas distintas, My Bloody Valentine de 1984 e Velvet Underground de 1964. [carece de fontes?] O curioso desse álbum é que ele contém uma faixa de piano chamada We Are the Niggers of the World. Acredita-se que essa música foi composta em 1975 por Anton Newcombe quando ele tinha apenas oito anos de idade. [carece de fontes?]

### 2009 e 2010
Os BJM gravaram ambos os álbuns One (EP) e Who Killed Sgt. Pepper? na Islândia e em Berlin, em 2009. O EP "One" foi lançado em Novembro de 2009 contando com as faixas One, This Is the First of Your Last Warning (que também aparece em "Who Killed Sgt. Pepper?") incluida com a sua versão em inglês, e uma faixa exclusiva Bruttermania. "Who Killed Sgt. Pepper?" foi lançado em fevereiro de 2010 e contou com a participação de cantores como Unnur Andrea Einarsdottir (quem gravou vocais no álbum anterior dos BJM) e Felix Bondareff da banda russa "Amazing Electronic Talking Cave". E também o ex-baixista da banda Spaceman 3 Will Carruthers. Obviamente o nome é uma referência ao álbum dos Beatles "Sgt. Pepper's Lonely Hearts Club Band". Brevemente após o lançamento do álbum, foi confirmado que Matt Hollywood retornou a banda após onze anos de ausência. Ele fez participação nas turnês e no álbum seguinte da banda.

### Aufheben (2012)
O mais recente álbum da banda se chama Aufheben gravado em Berlin e lançado no 1 de Maio de 2012. Anton declarou em uma entrevista com GoingThruVinyl que o título do álbum refere-se ao uso do termo de Georg Wilhelm Friedrich Hegel em que algo é destruído, a fim de preservá-lo. A capa é a mesma imagem lançada ao espaço a bordo das naves Pioneer, a chamada Placa Pioneer. É considerado o melhor álbum da banda desde 2003, o álbum And This Is Our Music.

## Documentário Dig!
Junto com os Dandy Warhols, The Brian Jonestown Massacre foram os assuntos do documentário de 2004 Dig!. O filme retrata a amizade e a rivalidade entre as duas bandas destacando a interação com os dois vocalistas Anton Newcombe do BJM e Courtney Taylor-Taylor dos Dandy Warhols. O filme foi gravado ao longo de sete anos por Ondi Timoner e ganhou o Grande Prêmio do Júri de Documentários no Festival Sundance de Cinema de 2004 pelo seu retrato inabalável de uma estrela do rock narcisista descendente na loucura e abuso de drogas. Newcombe se distanciou do filme dizendo que o seu retrato (o uso de drogas e álcool, gritando) era injusto e apenas mostrou o seu lado ruim, e Taylor-Taylor também se distanciou do documentário, explicando que ele se sentiu pressionado durante o processo de filmagem: "É um filme, não um documentário [...] Ela (Timoner) trabalhou e forjou um enredo onde não deveria haver enredo. Ela trabalhou na coisa até crescer e levar oito anos de nós e um ano e meio do Brian Jonestown Massacre". O baterista dos Dandy Warhols, Brent DeBoer, acrescentou: "Tem 1,998 horas de filmagem que ninguém viu e ela poderia ter pego essas horas e ter feito um show muito respeitoso sobre duas bandas realmente talentosas trabalhando muito duro e fazendo grandes discos... Mas ela apenas pegou algumas horas do pior comportamento".

## Integrantes
A banda é famosa por sua troca constante de membros, sendo Anton Newcombe o único membro consistente. Veja abaixo alguns dos ex-integrantes da banda e os integrantes que permanecem na banda atualmente.

### Atualmente
- Anton Newcombe (guitarra, vocais)
- Matt Hollywood (guitarra, vocais)
- Joel Gion (percussão, e ocasionalmente vocais)
- Ricky Maymi (guitarra)
- Frankie Emerson (guitarra de 6 ou 12 cordas)
- Rob Campanella (teclado, órgão, e ocasionalmente violão)
- Dan Allaire (bateria)
- Collin Hegna (baixo, guitarra)

### Ex-integrantes
- Patrick Straczek (guitarra)
- Jeff Davies (guitarra, órgão)
- Dean Taylor (guitarra)
- Peter Hayes (guitarra)
- Travis Threlkel (guitarra)
- Miranda Lee Richards (guitarra, vocais)
- Brian Glaze (bateria)
- Matthew J. Tow (guitarra)
- Brad Artley (bateria)

## Discografia

### Álbuns de estúdio
- Spacegirl & Other Favorites (1993, relançado em 2003)
- Methodrone (1995)
- Their Satanic Majesties' Second Request (1996)
- Take It From The Man! (1996)
- Thank God For Mental Illness (1996)
- Give It Back! (1997)
- Strung Out in Heaven (1998)
- Bravery, Repetition & Noise (2001)
- And This Is Our Music (2003)
- Spacegirl & Other Favorites (Relançamento) (2003)
- My Bloody Underground (2008)
- Who Killed Sgt. Pepper? (2010)
- Aufheben (2012)

### EPs
- Bringing It All Back Home - Again (1999)
- Zero (2000)
- If I Love You (2001)
- We Are The Radio (2005)
- Just Like Kicking Jesus (2008)
- Smoking Acid (2009)
- One (2009)
- Fist Full of Bees (2013)

### Álbuns ao vivo
- Live at KVRX: 03/14/03 (2003)
- Live Lollapalooza - Chicago, IL: 07/23/05 (2005)
- Live Transmusicales - Rennes, France: 12/09/05 (2005)

### Compilações
- The Diane Perry Tape (2004)
- Your Side of Our Story (2004)
- Tepid Peppermint Wonderland: A Retrospective (2004)
- ORG-An-Ized Singles (2005)

### Vídeos
- Dig! (2004)
- Book of Days (2008)